# Список глав государств в 1185 году
Список глав государств в 1184 году — 1185 год — Список глав государств в 1186 году — Список глав государств по годам

## Азия
- Аббасидский халифат — Ан-Насир Лидиниллах, халиф (1180 — 1225)
- Айюбиды —
  - Тухтакин ибн Айюб, эмир Йемена[англ.] (1182 — 1197)
  - Аль-Музаффар Умар, эмир Хамы[англ.] (1179 — 1191)
  - Мухаммад ибн Ширкух, эмир Хомса[англ.] (1179 — 1186)
- Анатолийские бейлики —
  - Артукиды — 
    - Мухаммад ибн Кара-Арслан, эмир (Хисн Кайф) (1167 — 1185)
    - Сокмен II ибн Мухаммад, эмир (Хисн Кайф) (1185 — 1201)
    - Юлюк-Арслан Хусам, эмир (Мардин) (1184 — 1201)

  - Менгджуки (Менгучегиды) — Фахр ад-дин Бахрам-шах, бей (1155 — 1218)
  - Салтукиды — Насир ад-дин Мухаммад, эмир (1168 — 1191)
  - Шах-Армениды — 
    - Сукман II Насир ад-дин , эмир (1128 — 1185)
    - Бег-Тимур Саиф ад-дин, эмир (1185 — 1193)
- Антиохийское княжество — Боэмунд III, князь (1163 — 1201)
- Восточно-Караханидское ханство — 
  - Юсуф II Тамгач-хан, хан (в Кашгаре) (1180 — 1205)
  - Ахмад Кадыр-хан, хан (в Узкенде) (1178 — 1210)
- Газневидское государство — Хосров Малик, султан (1160 — 1186)
- Грузинское царство — Тамара, царица (1184 — ок. 1213)
- Гуриды — Гийас уд-Дин, султан (1163 — 1202)
  - Шамс уд-Дин, малик (в Бамийане) (1163 — 1192)
- Дайвьет — Ли Као Тонг, император[англ.] (1175 — 1210)
- Дали (Дачжун) — Дуань Чжисин, король (1171 — 1200)
- Западно-Караханидское ханство — Ибрахим III Богра-хан, хан (1178 — 1201)
- Иерусалимское королевство — 
  - Балдуин IV, король (1174 — 1185)
  - Балдуин V, король (1185 — 1186)
- Ильдегизиды — Мухаммед Джахан Пехлеван, великий атабек (1175 — 1186)
- Индия —
  - Венад[англ.] — Вира Удайя Мартанда Варма, махараджа[англ.] (1173 — 1192)
  - Восточные Ганги[англ.] — Анангабхима Дева II, царь (1178 — 1198)
  - Западные Чалукья[англ.] — Сомешвара IV, махараджа (1184 — 1200)
  - Какатия — Пратарапудра I, раджа (1158 — 1195)
  - Качари — Охак, царь (ок. 1180 — ок. 1210)
  - Кхен — Притху, махараджа (1185 — 1228)
  - Пандья — Виккирама, раджа (1180 — 1190)
  - Парамара[англ.] — Виндхьяварман, махараджа[англ.] (1160 — 1193)
  - Сена — Лакшмана Сена, раджа (1179 — 1206)
  - Соланки — Бхимадева II Бхоло, раджа (1178 — 1242)
  - Хойсала — Вира Баллаладэва II, перманади (1173 — 1187)
  - Чандела — Парамарди, раджа (1165 — 1203)
  - Чола — Кулоттунга Чола III, махараджа (1178 — 1218)
  - Ядавы (Сеунадеша) — Бхиллама V, махараджа (1173 — 1192)
- Иран —
  -  Баванди — Ардашир I, испахбад (1173 — 1205)
  -  Хазараспиды — Абу Тахир ибн Мухаммад, атабек (1148 — 1203)
- Кедах — Мадзам Шах, султан[англ.] (1179 — 1201)
- Киликийское царство — Рубен III, князь (1175 — 1187)
- Китай — 
  -  Империя Сун  — Сяо-цзун (Чжао Шэнь), император (1162 — 1189)
  - Западное Ся — Жэнь-цзун (Ли Жэньсяо), император (1139 — 1193)
  - Каракитайское ханство (Западное Ляо) — Елюй Чжулху, гурхан (1177 — 1213)
  - Цзинь — Ваньянь Улу (Ши-цзун), император (1161 — 1189)
- Кхмерская империя (Камбуджадеша) — Джайаварман VII, император (1178 — 1218)
- Конийский (Румский) султанат — Кылыч-Арслан II, султан (1156 — 1192)
- Корея (Корё)  — Мёнджон, ван (1170 — 1197)
- Лемро — Мисутин, царь[англ.] (1180 — 1191)
- Мальдивы — 
  - Мути, султан (1166 — 1185)
  - Али I, султан (1185 — 1193)
- Паган — Ситу II, царь[англ.] (1174 — 1211)
- Полоннарува — Паракрамабаху I, царь (1153 — 1186)
- Сельджукская империя — 
  - Иракский султанат — Торгул III, султан (1176 — 1194)
  - Керманский султанат — Мухаммад-шах II, султан (1183 — 1186)
  - Изз ад-Дин Масуд I, эмир Мосула (1180 — 1193)
- Сунда — Гуру Дармасикса, махараджа (1175 — 1297)
- Графство Триполи — Раймунд III, граф (1152 — 1187)
- Тямпа — Джая Индраварман IV, князь (1167 — 1190)
- Государство Хорезмшахов — Ала ад-Дин Текеш, хорезмшах (1172 — 1200)
- Ширван — Ахситан I, ширваншах (1160 — 1197)
- Япония — 
  - Антоку, император (1180 — 1185)
  - Го-Тоба, император (1183 — 1198)

## Африка
- Айюбиды — Салах ад-Дин, султан Египта и Сирии (1174 — 1193)
- Альмохады — Якуб аль-Мансур, халиф (1184 — 1199)
- Бенинское царство — Эвека I, оба[англ.] (1180 — 1246)
- Гана — Диара, царь (1180 — 1202)
- Гао — Йасабой, дья (ок. 1170 — ок. 1190)
- Канем — Бикуру, маи (1176 — 1193)
- Килва — Сулейман ибн аль-Хасан ибн Давуд, султан (1170 — 1189)
- Нри[англ.] — Буифе, эзе[англ.] (1159 — 1259)
- Эфиопия — Наакуето Лааб, император (1159 — 1207)

## Европа
- Англия — Генрих II Плантагенет, король (1154 — 1189)
- Болгарское царство — Пётр IV, царь (1185 — 1197)
- Босния — Кулин, бан (1180 — 1204)
- Венгрия — Бела III, король (1172 — 1196)
- Венецианская республика — Орио Мастропьетро, дож (1178 — 1192)
- Византийская империя — 
  - Андроник I Комнин, император (1183 — 1185)
  - Исаак II Ангел, император (1185 — 1195, 1203 — 1204)
- Дания — Кнуд VI, король (1182 — 1202)
- Ирландия — 
  - Айлех — Маэл Сехнайлл мак Муйрхертах мак Лохлайнн, король (1177 — 1185)
  - Десмонд — 
    - Диармайт Мор Маккарти, король (1143 — 1175, 1176 — 1185)
    - Домналл Мор На Корра Маккарти, король (1185 — 1206)

  - Коннахт — Конхобар Менмайге Уа Конхобайр, король (1183 — 1189)
  - Ольстер — Руайдри мак Кон Улад мак Дуйнн Слейбе, король (1172 — 1201)
  - Тир Эогайн — Домналл мак Аода мак Лохлайнн, король (1185 — 1186, 1187 — 1188)
  - Томонд — Домналл Мор мак Тойрделбайг, король (1168 — 1194)
- Испания —
  - Ампурьяс — Понс III, граф (ок. 1173 — ок. 1200)
  - Арагон — Альфонсо II Целомудренный, король (1164 — 1196)
  - Кастилия — Альфонсо VIII, король (1158 — 1214)
  - Леон — Фердинанд II, король Леона (1157 — 1188)
  - Майорка (тайфа) — 
    - Али, эмир (1184 — 1185)
    - Мухаммад II, эмир (1183 — 1184, 1185 — 1187)

  - Наварра — Санчо VI, король (1150 — 1194)
  - Пальярс Верхний — Бернат (Бернардо) III, граф (ок. 1182 — ок. 1199)
  - Пальярс Нижний — Дульса, графиня (1182 — 1192)
  - Прованс — 
    - Санчо, граф (1181 — 1185)
    - Альфонсо I (король Арагона Альфонсо II Целомудренный), граф (1167 — 1173, 1185 — 1196)

  - Урхель — Эрменгол VIII, граф (1184 — 1209)
- Киевская Русь (Древнерусское государство) — Святослав Всеволодович, великий князь Киевский (1173, 1176 — 1180, 1181 — 1194)
  -  Белгородское княжество — Рюрик Ростиславич, князь (1171 — 1189)
  -  Владимиро-Суздальское княжество — Всеволод Юрьевич Большое Гнездо, великий князь Владимирский (1176 — 1212)
  -  Волынское княжество — Роман Мстиславич, князь (1170 — 1188, 1188 — 1199)
  -  Галичское княжество — Ярослав Владимирович Осмомысл, князь (1153 — 1187)
  -  Курское княжество — Всеволод Святославич, князь (1164 — 1196)
  -  Луцкое княжество — Ингварь Ярославич, князь (1180 — 1220)
  -  Муромское княжество — Владимир Юрьевич, князь (1174 — 1203)
  -  Новгород-Северское княжество — Игорь Святославич, князь (1180 — 1198)
  -  Новгородское княжество — Мстислав Давыдович, князь (1184 — 1187)
  -  Овручское княжество — Рюрик Ростиславич, князь (1168 — 1194)
  -  Переяславское княжество — Владимир Глебович, князь (1169 — 1187)
  -  Полоцкое княжество — Борис Давыдович, князь (1180 — ок. 1186)
    -  Витебское княжество — Всеслав Василькович, князь (1132 — 1162, 1175 — 1178, ок. 1181 — 1186)

  -  Псковское княжество — Мстислав Романович Старый, князь (1178 — 1195)
  -  Рязанское княжество — Роман Глебович, князь (1180 — 1207)
    -  Пронское княжество — 
      - Владимир Глебович, князь (1180 — ок. 1185)
      - Всеволод Глебович, князь (ок. 1185 — 1186, 1188 — 1207)

  -  Смоленское княжество — Давыд Ростиславич, князь (1180 — 1197)
  -  Туровское княжество — Иван Юрьевич, князь (1167 — 1190, 1195 — 1207)
  -  Черниговское княжество — Ярослав Всеволодович, князь (1180 — 1198)
- Норвегия — Сверрир Сигурдссон, король (1184 — 1202)
- Островов королевство — 
  - Дугал, король Островов и Аргайла (1164 — ок. 1200)
  - Ангус, король Островов и Гарморана (1164 — 1210)
  - Ранальд, король Островов и Кинтайра (1164 — 1209)
  - Годред II, король Островов и Мэна (1164 — 1187)
- Папская область — 
  - Луций III, папа римский (1181 — 1185)
  - Урбан III, папа римский (1185 — 1187)
- Польша — 
  - Краковское княжество — Казимир II Справедливый, князь (1177 — 1194)
  - Великопольское княжество — Мешко Старый, князь (1138 — 1179, 1181 — 1202)
  - Сандомирское княжество — Казимир II Справедливый, князь (1173 — 1194)
  - Силезское княжество — 
    - Нижняя Силезия — Болеслав I Долговязый, князь[англ.] (1173 — 1201)
    - Ратиборское княжество — Мешко I Плясоногий, князь[англ.] (1173 — 1211)

  - Мазовецкое княжество — Лешек, князь[англ.] (1173 — 1186)
- Померания — Богуслав I, герцог (1180 — 1187)
- Померелия (Поморье) — Самбор I, князь (1177 — 1205)
- Португалия — 
  - Афонсу I Великий, король (1139 — 1185)
  - Саншу I, король (1185 — 1212)
- Священная Римская империя — Фридрих I Барбаросса, император Священной Римской империи, король Германии (1155 — 1190)
  - Австрия — Леопольд V, герцог (1177 — 1194)
  - Ангальт — Бернхард I, граф (1170 — 1212)
  - Бавария — Людвиг I, герцог (1183 — 1231)
  - Баден — Герман IV, маркграф (1160 — 1190)
  - Бар — Генрих I, граф (1170 — 1190)
  - Берг — Энгельберт I, граф (1160 — 1189)
  - Брабант — Генрих I Смелый, герцог (1183 — 1235)
  - Бранденбург — Оттон II, маркграф (1184 — 1205)
  - Бургундия (графство) — Фридрих I Барбаросса, пфальцграф (1184 — 1189)
  - Вальдек — 
    - Видекинд I, граф (1184 — 1190)
    - Герман I, граф (1184 — 1224)

  - Веймар-Орламюнде[нем.] — Зигфрид III, граф (1176 — 1206)
  - Верхняя Лотарингия — Симон II, герцог (1176 — 1205)
  - Вестфалия — Филипп I фон Хайнсберг, герцог (архиепископ Кельна) (1180 — 1191)
  - Вюртемберг — 
    - Гартман, граф (1181 — ок. 1240)
    - Людвиг III, граф (1181 — ок. 1241)

  - Гелдерн — Оттон I, граф (1182 — 1207)
  - Голландия — Флорис III, граф (1157 — 1190)
  - Гольштейн — Адольф III, граф (1164 — 1203)
  - Каринтия — Ульрих II, герцог (1181 — 1201)
  - Клеве — Дитрих III, граф (1172 — 1198)
  - Лимбург — Генрих III, герцог (1167 — 1221)
  - Лувен — Готфрид III Смелый, граф (1142 — 1190)
  - Лужицкая (Саксонская Восточная) марка — 
    - Дитрих II, маркграф (1156 — 1185)
    - Деди III, маркграф (1185 — 1190)

  - Люксембург — Генрих IV Слепой, граф (1136 — 1196)
  - Мейсенская марка — Оттон II Богатый, маркграф (1156 — 1190)
  - Мекленбург — Генрих Борвин I, князь (1178 — 1227)
  - Мерания — Бертольд IV, герцог (1180 — 1204)
  - Монбельяр — Амадей, граф (1163 — 1195)
  - Монферрат — Вильгельм V Старый, маркграф (ок. 1136 — 1191)
  - Намюр — Генрих I (Генрих IV Люксембургский), граф (1139 — 1189)
  - Нассау — Вальрам I, граф (1154 — 1198)
  - Нижняя Лотарингия — Готфрид VII, герцог (1142 — 1190)
  - Ольденбург — Мориц I, граф (1167 — 1209)
  - Рейнский Пфальц — Конрад, пфальцграф (1156 — 1195)
  - Саарбрюккен — Симон II, граф (1182 — 1207)
  - Савойя — Гумберт III, граф (1148 — 1189)
  - Саксония — Бернхард III, герцог (1180 — 1212)
  - Салуццо — Манфред II, маркграф (1175 — 1215)
  - Сполето — Конрад I фон Урслинген, герцог (1183 — 1190, 1195 — 1198)
  - Тироль — Генрих I, граф (1180 — 1190)
  - Тюрингия — Людвиг III Благочестивый, ландграф (1172 — 1190)
  - Церинген — Бертольд IV, герцог (1152 — 1186)
  - Чехия — Фридрих (Бедржих), князь (1172 — 1173, 1178 — 1189)
    - Моравская марка — Конрад Ота, маркграф (1182 — 1189)

  - Швабия — Фридрих VI, герцог (1170 — 1191)
  - Шверин — 
    - Гунцелин I, граф (ок. 1167 — 1185)
    - Гельмольд I, граф (1185 — 1194)

  - Штирия — Отакар IV, герцог (1180 — 1192)
  - Эно (Геннегау) — Бодуэн V, граф (1171 — 1195)
  - Юлих — Вильгельм II, граф (1176 — 1207)
- Сербия —
  - Дукля — Михайло III Воислав, жупан (1162 — 1186)
  - Рашка — Стефан I Неманя, великий жупан (1166 — 1196)
- Сицилийское королевство — Вильгельм II Добрый, король (1166 — 1189)
  - Таранто — Вильгельм II Добрый, князь (1157 — 1189)
- Уэльс —
  - Гвинед — 
    - Давид I ап Оуайн, принц (1170 — 1194)
    - Родри II ап Оуайн, принц (1170 — 1195)

  - Дехейбарт — Рис ап Грифид, король (1155 — 1197)
  - Поуис Вадог — Грифид Майлор, король (1160 — 1191)
  - Поуис Венвинвин — Оуайн Кивейлиог, король (1160 — 1195)
- Франция — Филипп II Август, король (1180 — 1223)
  - Аквитания — Алиенора, герцогиня (1137 — 1204)
    - Арманьяк — Бернар IV, граф (1160 — 1193)

  - Ангулем — Гильом VII, граф (1181 — 1186)
  - Анжу — Генрих II Плантагенет, граф (1151 — 1189)
  - Блуа — Тибо V, граф (1152 — 1191)
  - Бретань — Констанция, герцогиня (1166 — 1196)
    - Нант — 
      - Генрих II Плантагенет, граф (1158 — 1185)
      - Джеффри II Плантагенет, граф (1185 — 1186)

    - Ренн — Констанция, графиня (1166 — 1196)

  - Булонь — Ида Булонская, графиня (1173 — 1216)
  - Бургундия (герцогство) — Гуго III, герцог (1162 — 1192)
  - Вермандуа — Филипп Эльзасский, граф (1167 — 1191)
  - Макон — Гильом IV, граф (1184 — 1224)
  - Невер — Агнес I, графиня (1181 — 1193)
  - Нормандия — Генрих II Плантагенет, герцог (1150 — 1189)
  - Овернь — Роберт IV, граф (1182 — 1194)
  - Прованс — Раймунд V Тулузский, маркиз (1148 — 1194)
  - Тулуза — Раймонд V, граф (1148 — 1194)
  - Фландрия — Филипп Эльзасский, граф (1168 — 1191)
  - Фуа — Роже Бернар I, граф (1148 — 1188)
  - Шалон — Гильом II, граф (1166 — 1192)
  - Шампань — Генрих II, граф (1181 — 1197)
- Швеция — Кнут I Эрикссон, король (1167 — 1196)
- Шотландия — Вильгельм I Лев, король (1165 — 1214)

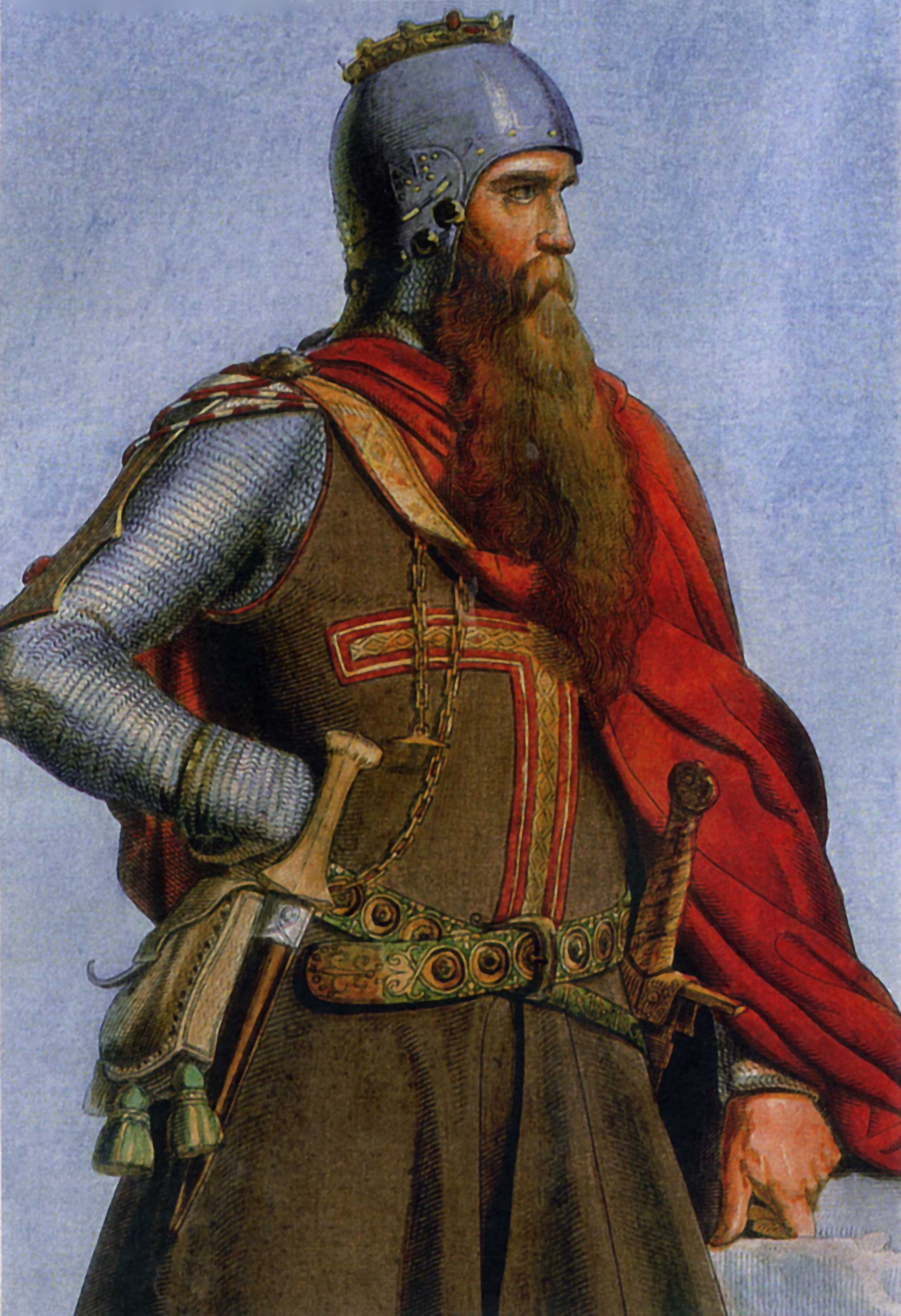
Фридрих I Барбаросса 1155-1190 Император Священной Римской империи
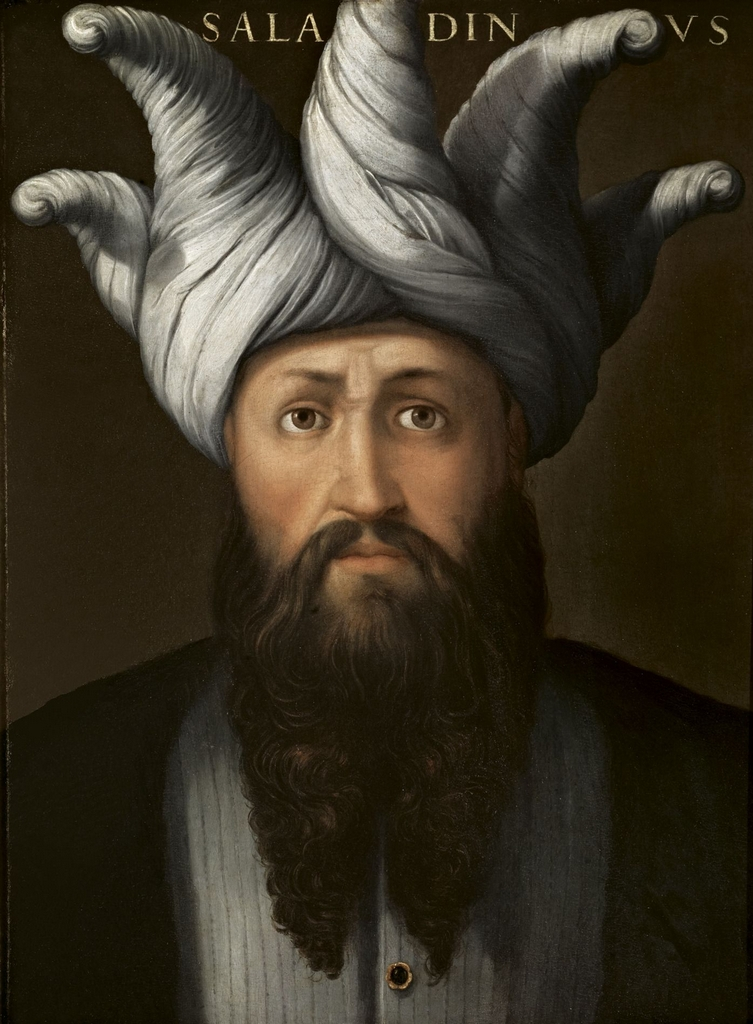
Салах ад-Дин 1174-1193 Султан Египта и Сирии
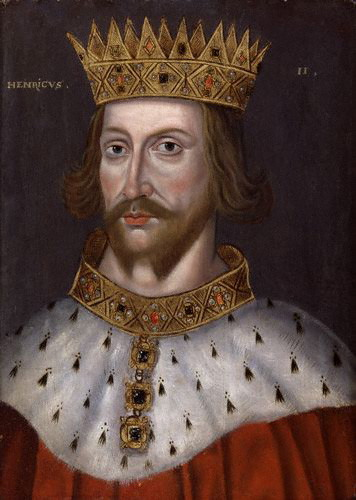
Генрих II Плантагенет 1154-1189 Король Англии
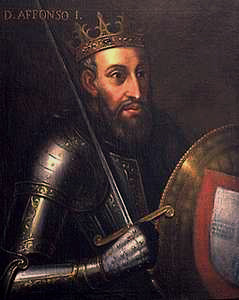
Афонсу I Великий 1139-1185 Король Португалии
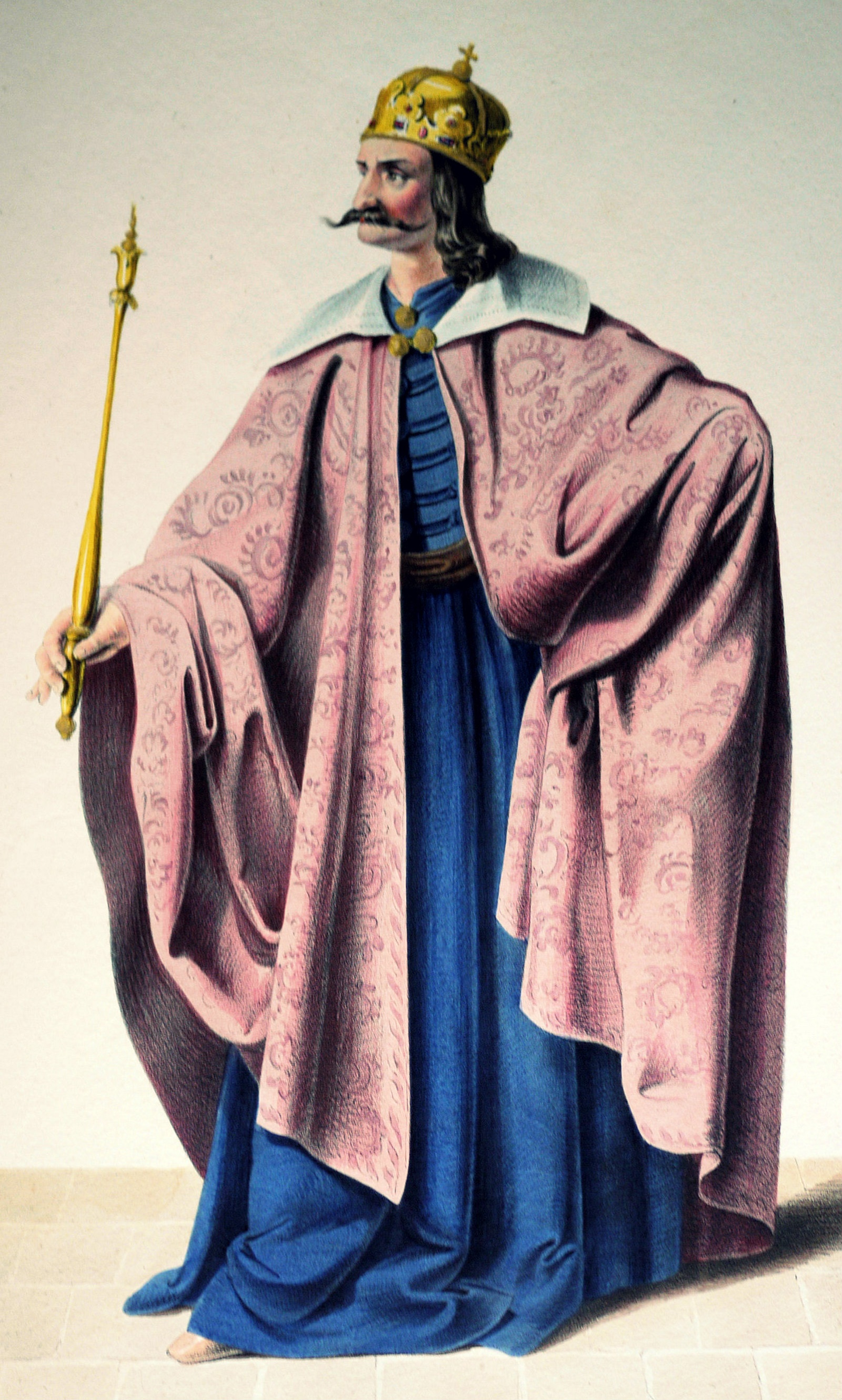
Бела III 1172-1196 Король Венгрии
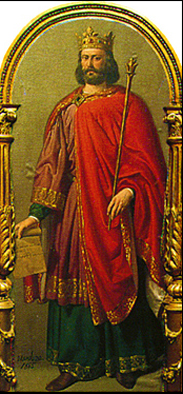
Санчо VI Мудрый 1150-1194 Король Наварры
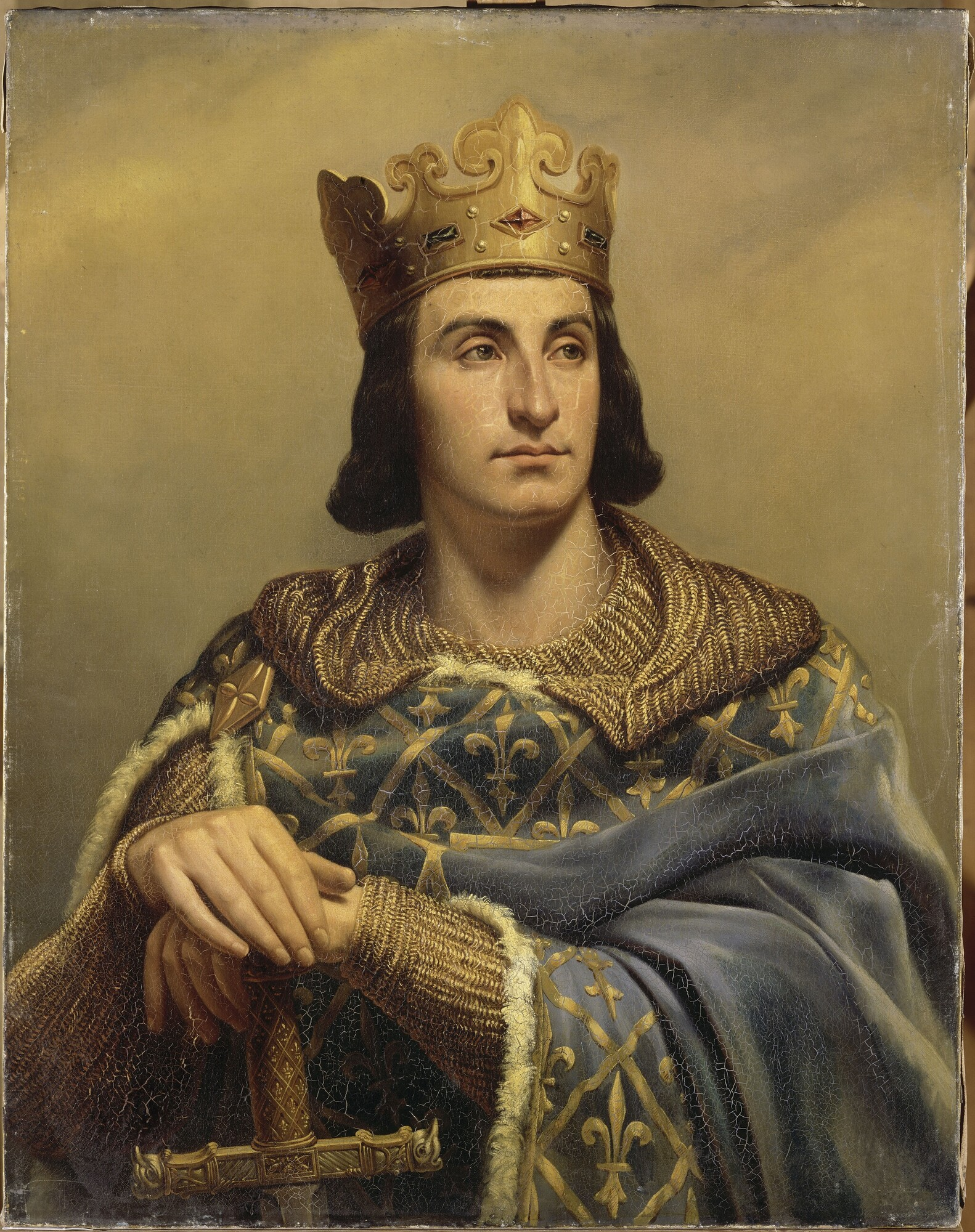
Филипп II Август 1180-1223 Король Франции
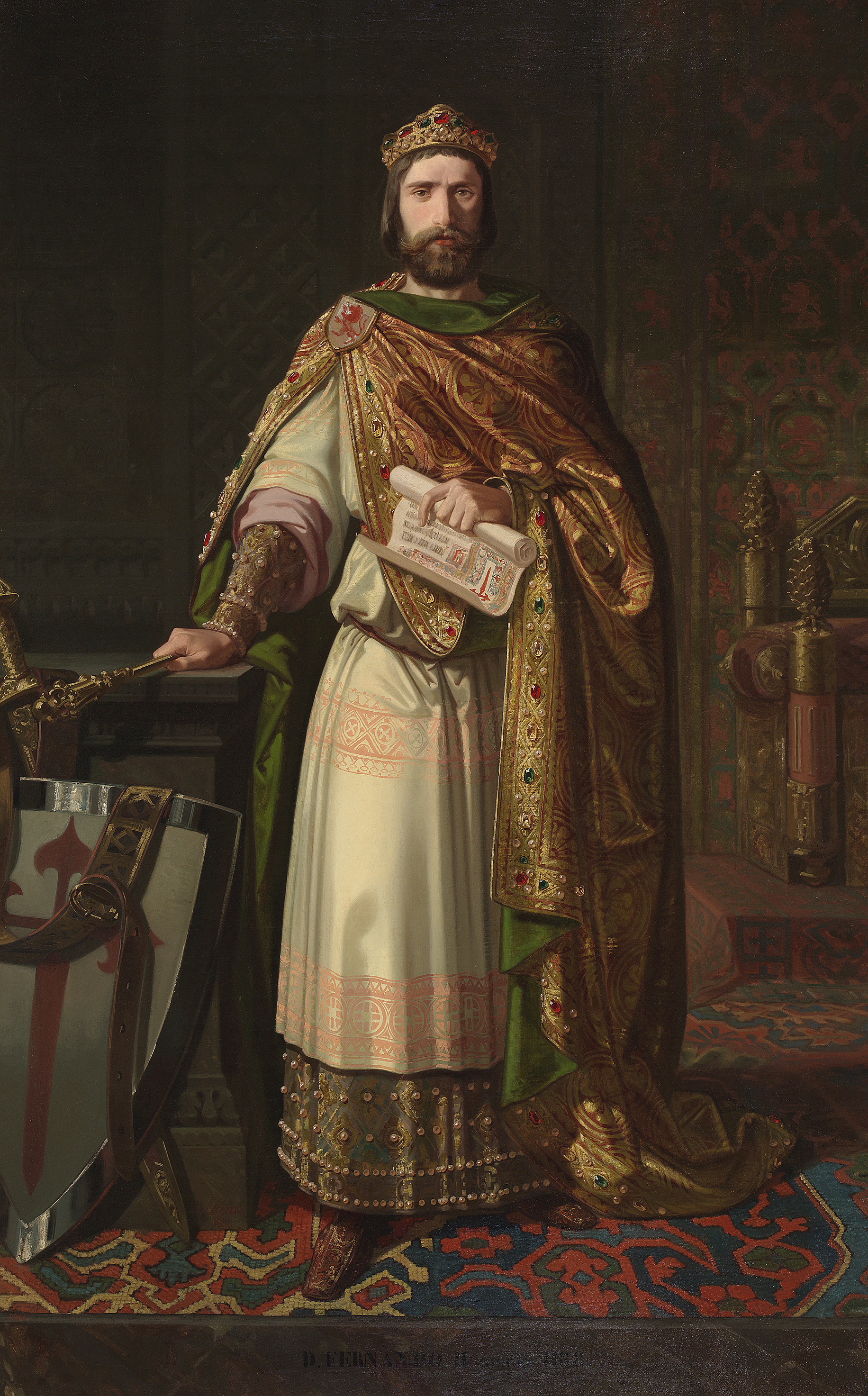
Фердинанд II 1157-1188 Король Леона
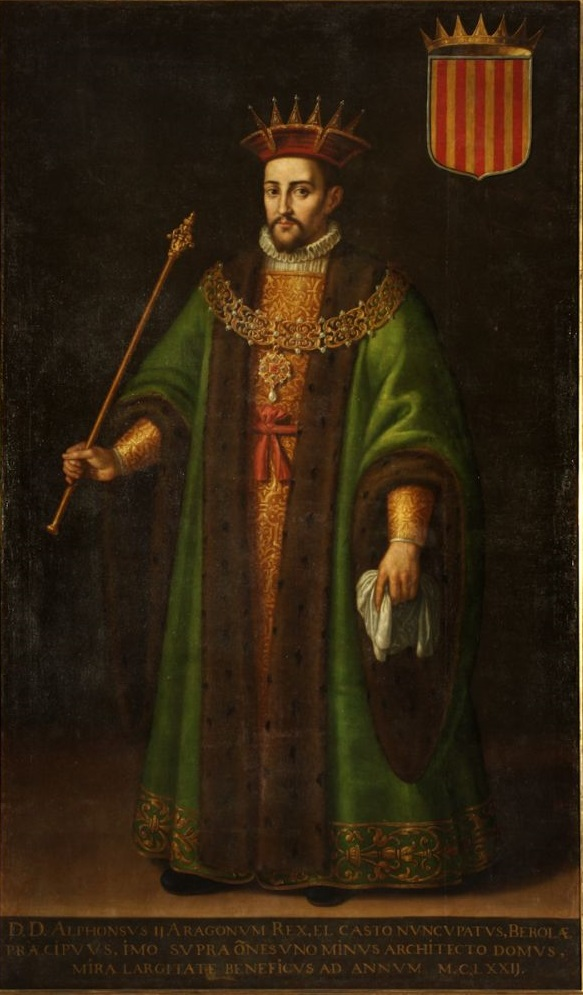
Альфонсо II Целомудренный 1164-1196 Король Арагона
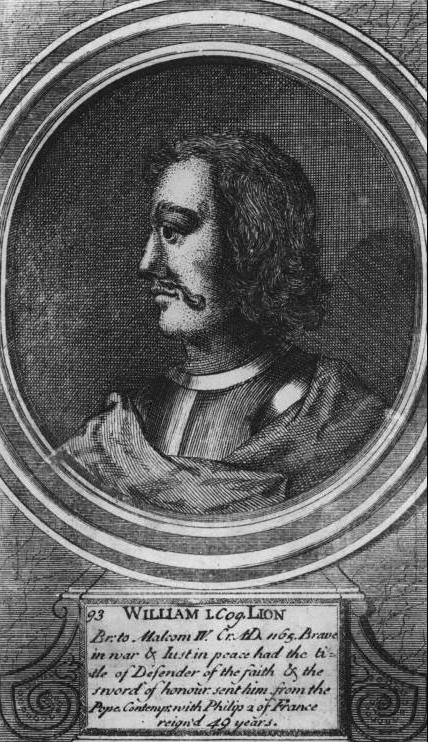
Вильгельм I Лев 1165-1214 Король Шотландии
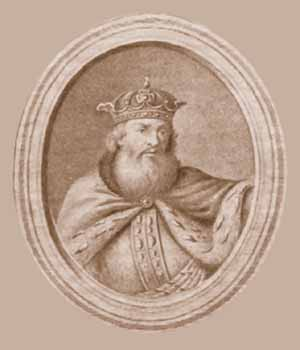
Святослав Всеволодович 1176-1180, 1181-1194 Великий князь Киевский
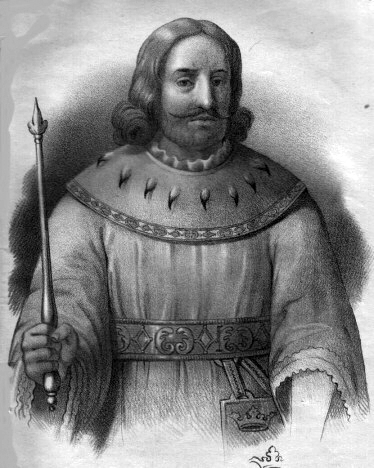
Кнут I Эрикссон 1167-1196 Король Швеции
Сяо-цзун 1162-1189 Император Китая
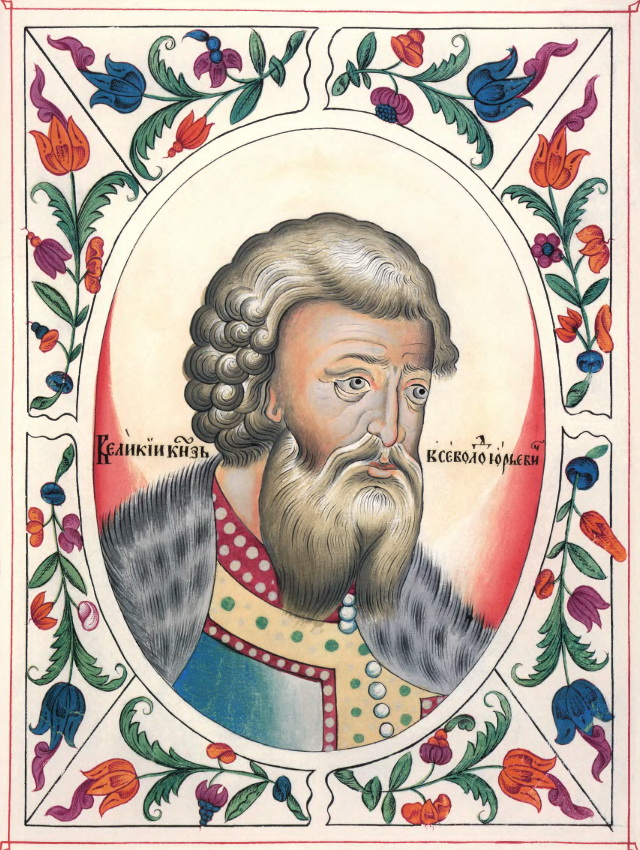
Всеволод Юрьевич Большое Гнездо 1176-1212 Великий князь Владимирский
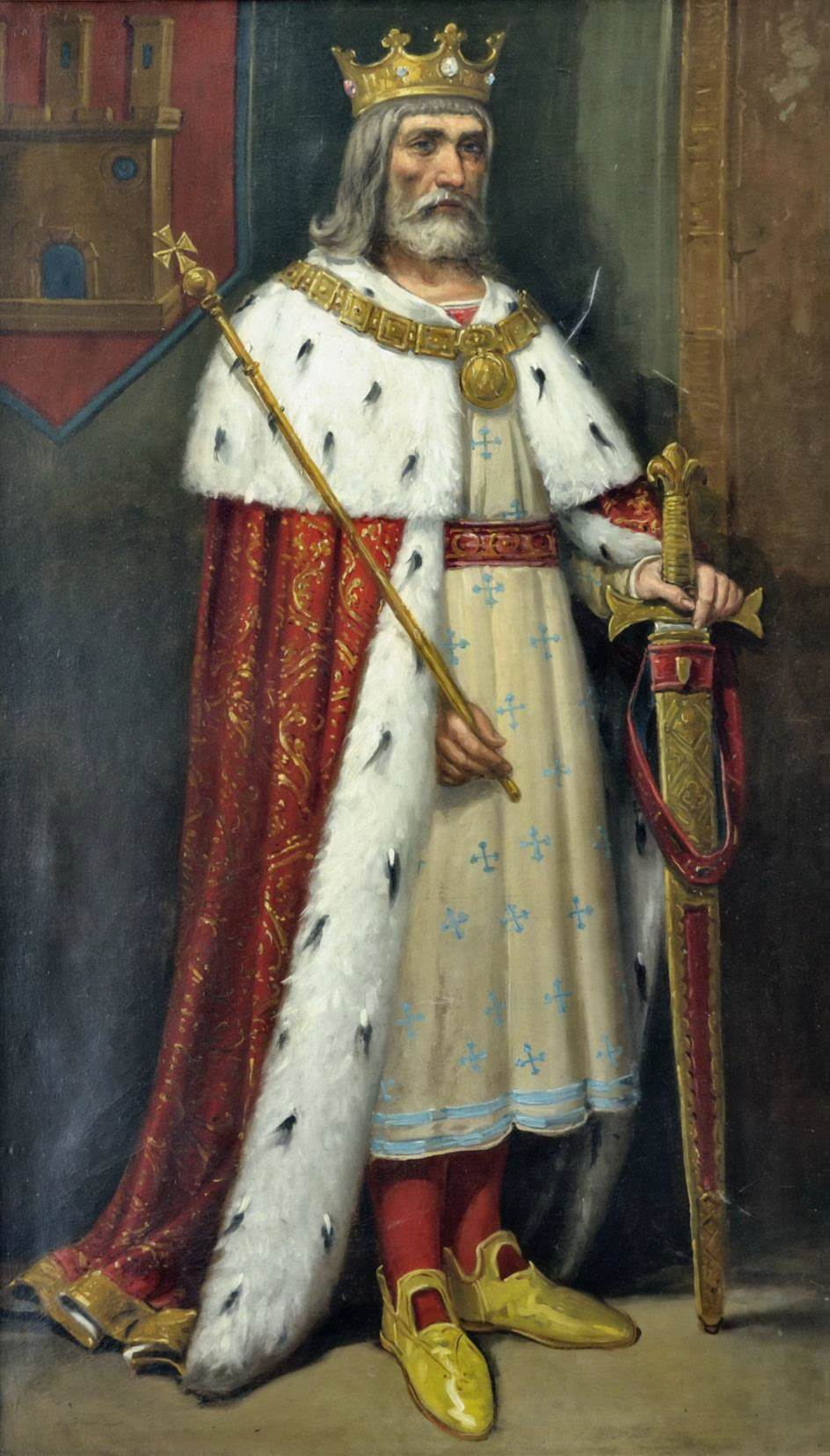
Альфонсо VIII 1158-1214 Король Кастилии
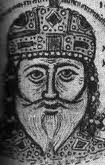
Андроник I Комнин 1183-1185 Император Византии
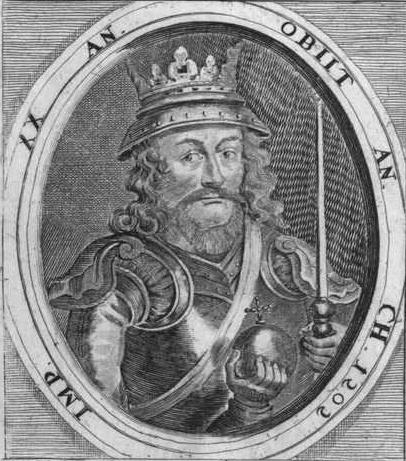
Кнуд VI 1182-1202 Король Дании
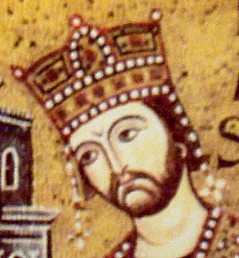
Вильгельм II Добрый 1166-1189 Король Сицилии
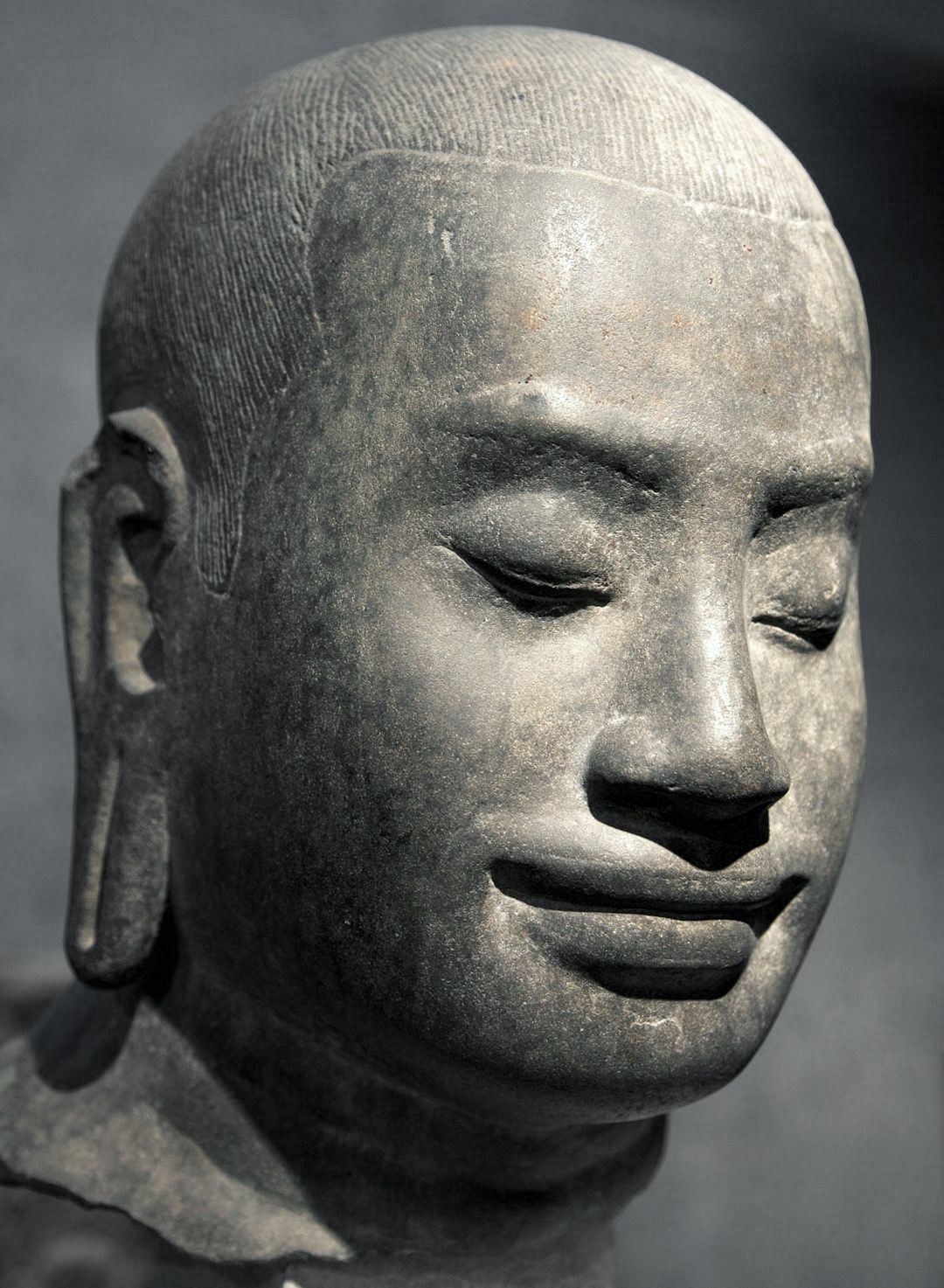
Джайаварман VII 1178-1218 Император Кхмерской империи
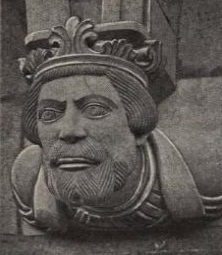
Сверрир Сигурдссон 1184-1202 Король Норвегии
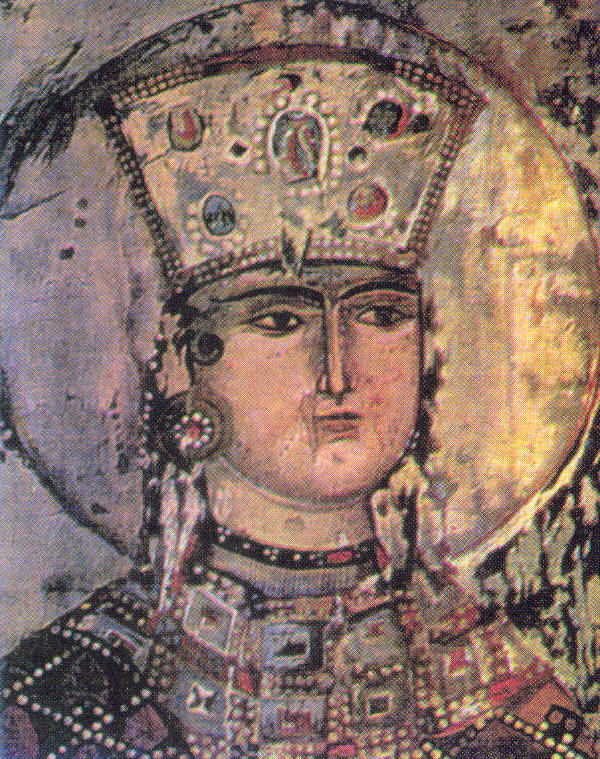
Тамара 1184-1213 Царица Грузии
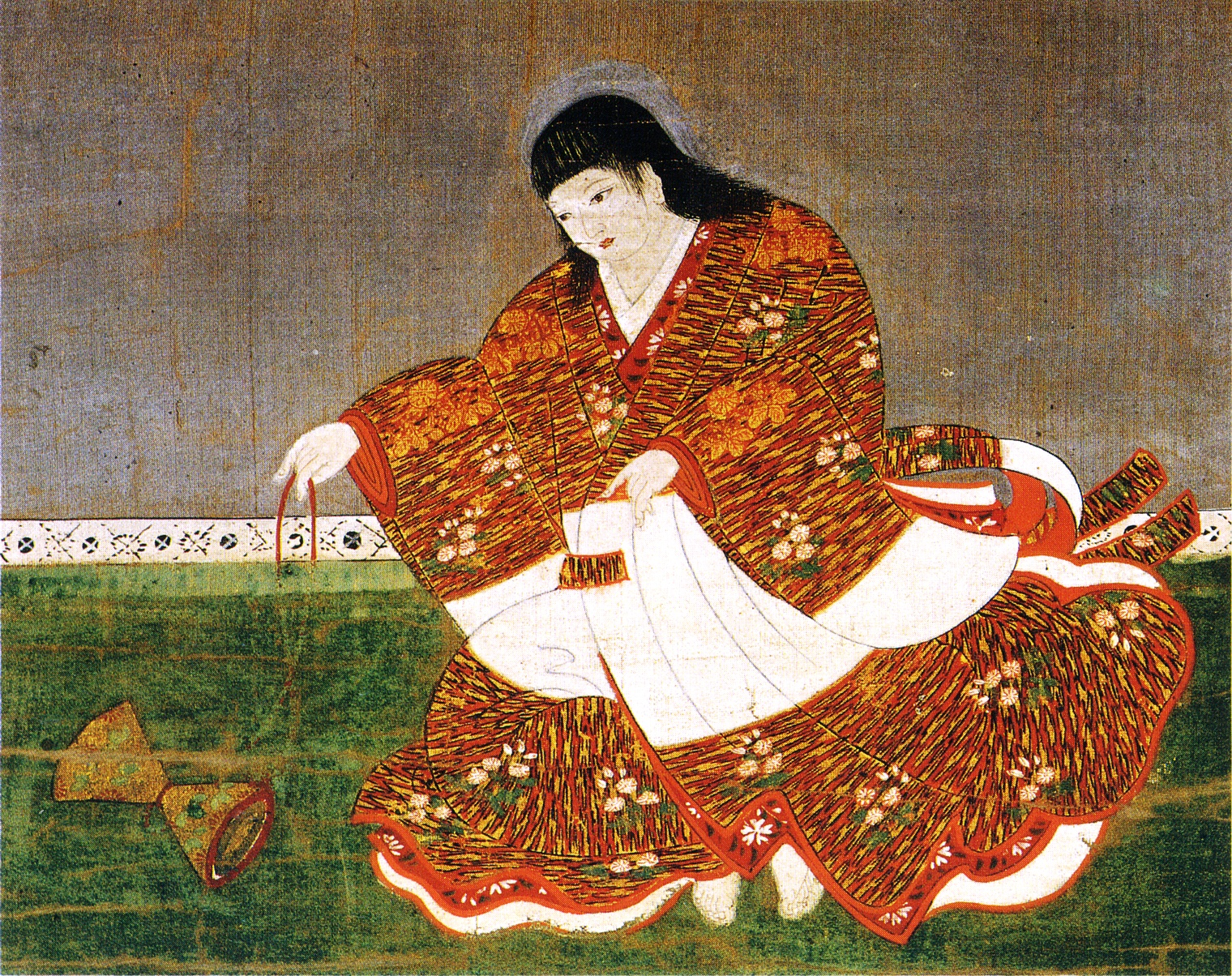
Антоку 1180-1185 Император Японии
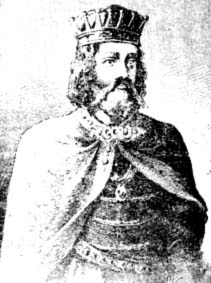
Стефан Неманя 1166-1196 Великий жупан Рашки
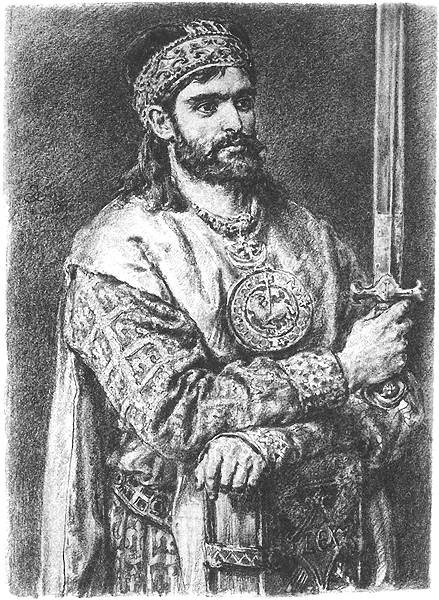
Казимир II Справедливый 1177-1194 Князь Краковский
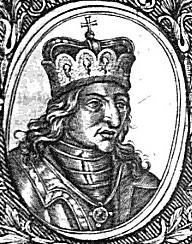
Фридрих (Бедржих) 1172-1173, 1178-1189 Князь Чехии
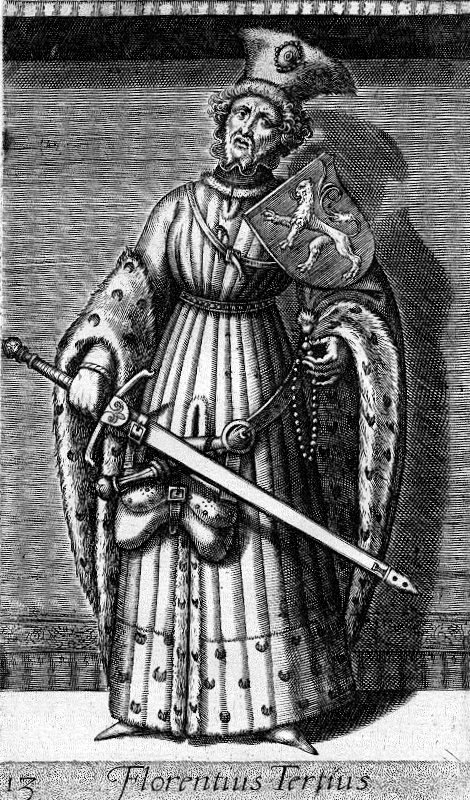
Флорис III 1157-1190 Граф Голландии
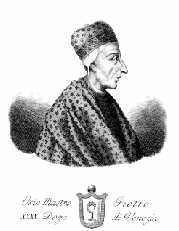
Орио Мастропьетро 1178-1192 Дож Венеции
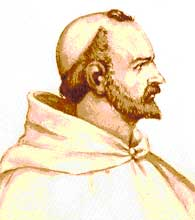
Луций III 1181-1185 Папа римский